# Anthenoides dubius
Anthenoides dubius är en sjöstjärneart som beskrevs av Hubert Lyman Clark 1938. Anthenoides dubius ingår i släktet Anthenoides och familjen ledsjöstjärnor. Inga underarter finns listade i Catalogue of Life.